# Saint-Michel – Notre-Dame station
Saint-Michel – Notre-Dame är en station för linje B och C som är en del av Paris pendeltåg (RER). Stationen är underjordisk och öppnade år 1979 på linje C. 1988 tillkom även linje B med egna plattformar. Utanför stationen ligger en av Paris mest kända sevärdheter Notre-Dame. Stationen trafikeras av Paris regionaltrafikbolag RATP på linje B och det nationella järnvägsbolaget SNCF på linje C.

## Historia
Järnvägsstationen Saint-Michel – Notre-Dame är ett arv från järnvägen Paris Orleans som hade Austerlitz som slutstation. Inför Världsutställningen 1900 förlängdes järnvägen från Austerlitz till Gare d'Orsay med en linje längs Seine. En mellanstation byggdes som blev Pont Saint-Michel och öppnade 1900. Från 1910 kom anslutning som tillät byte med metro linje 4. Stationen byggdes om och öppnade i ny skepnad 1979 för linje C. Då linje B tillkom 1988 bytte stationen namn till dagens Saint-Michel – Notre-Dame.

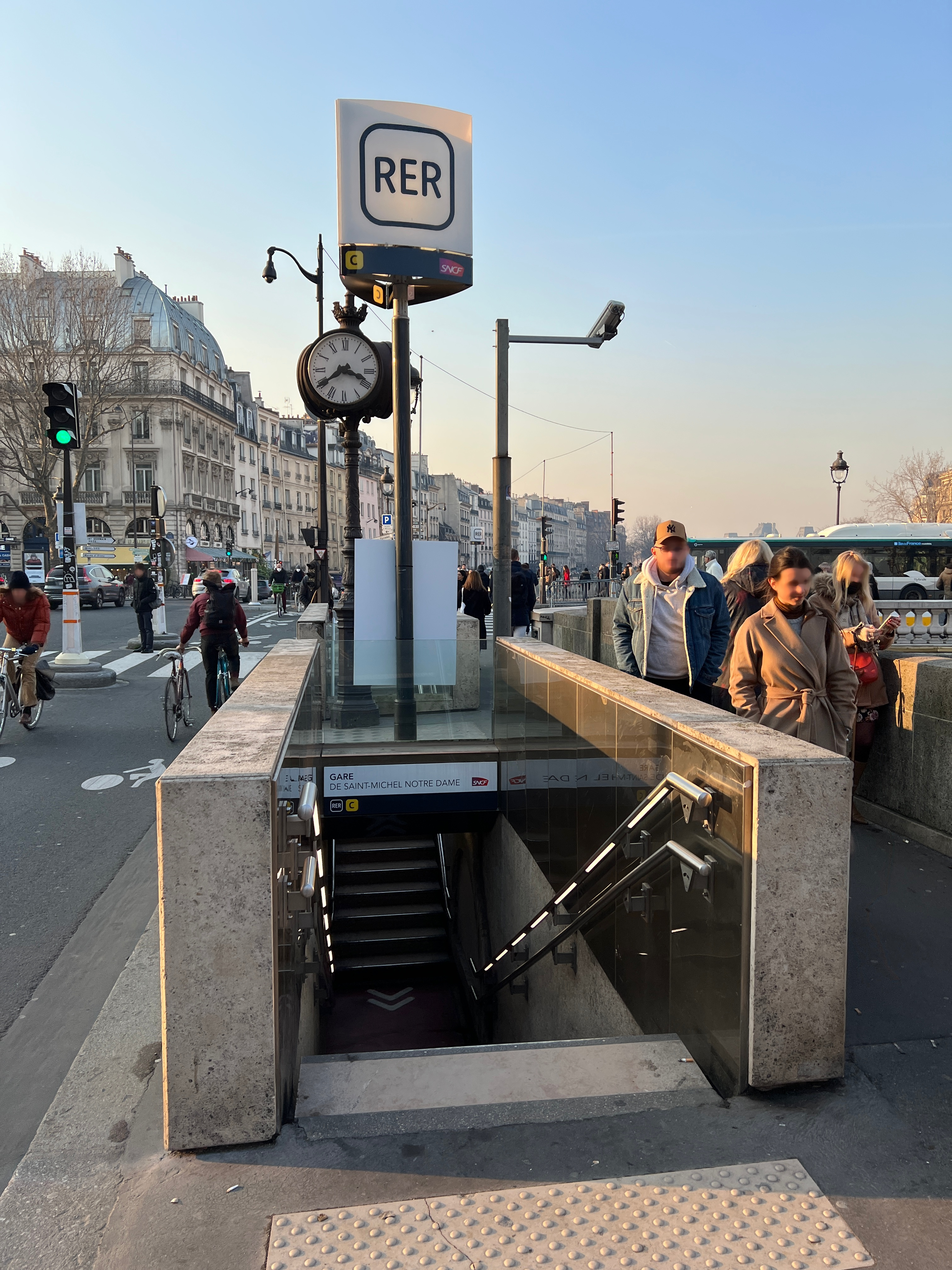
Entré RER-stationen
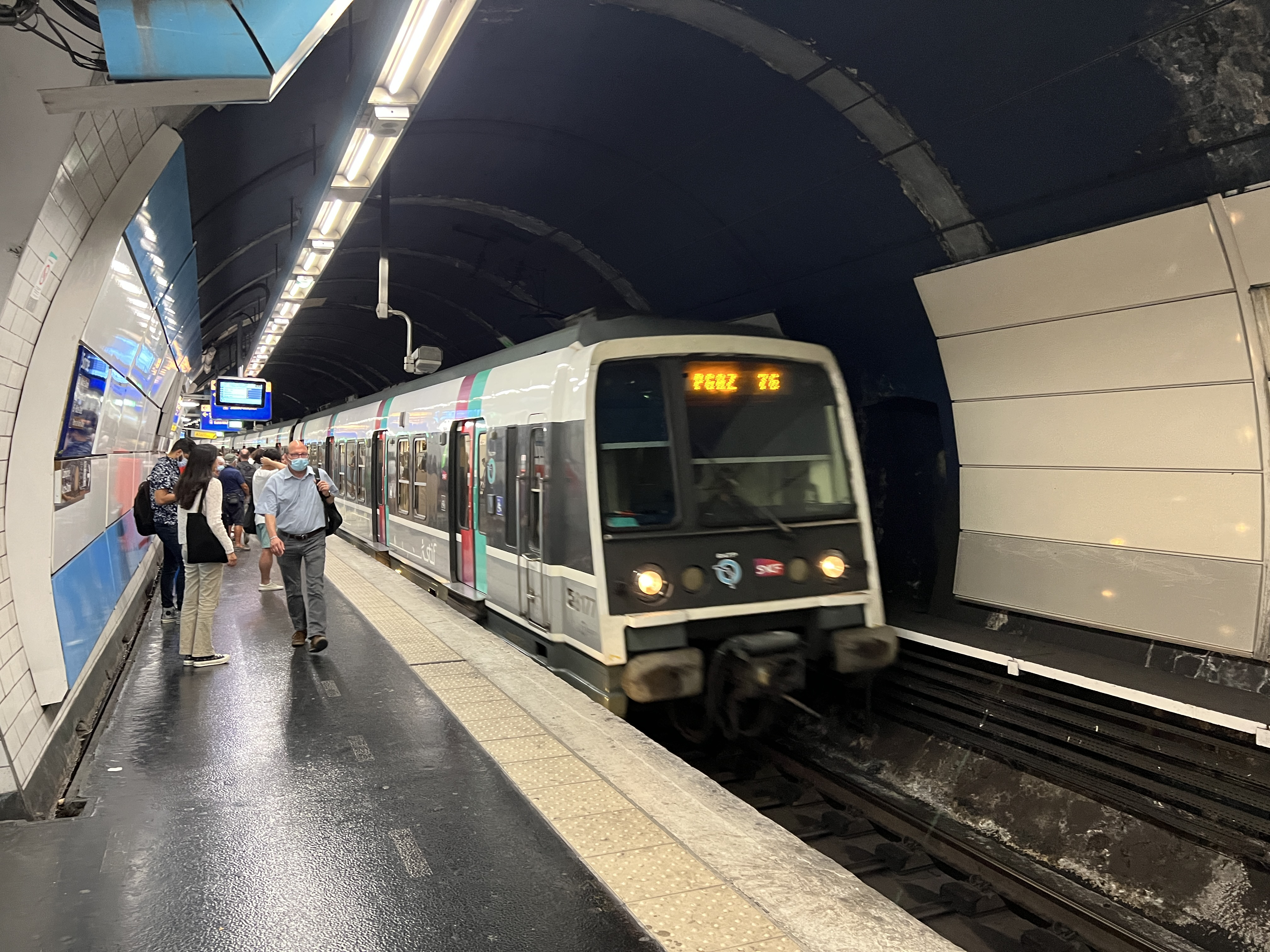
Perrong för RER linje B
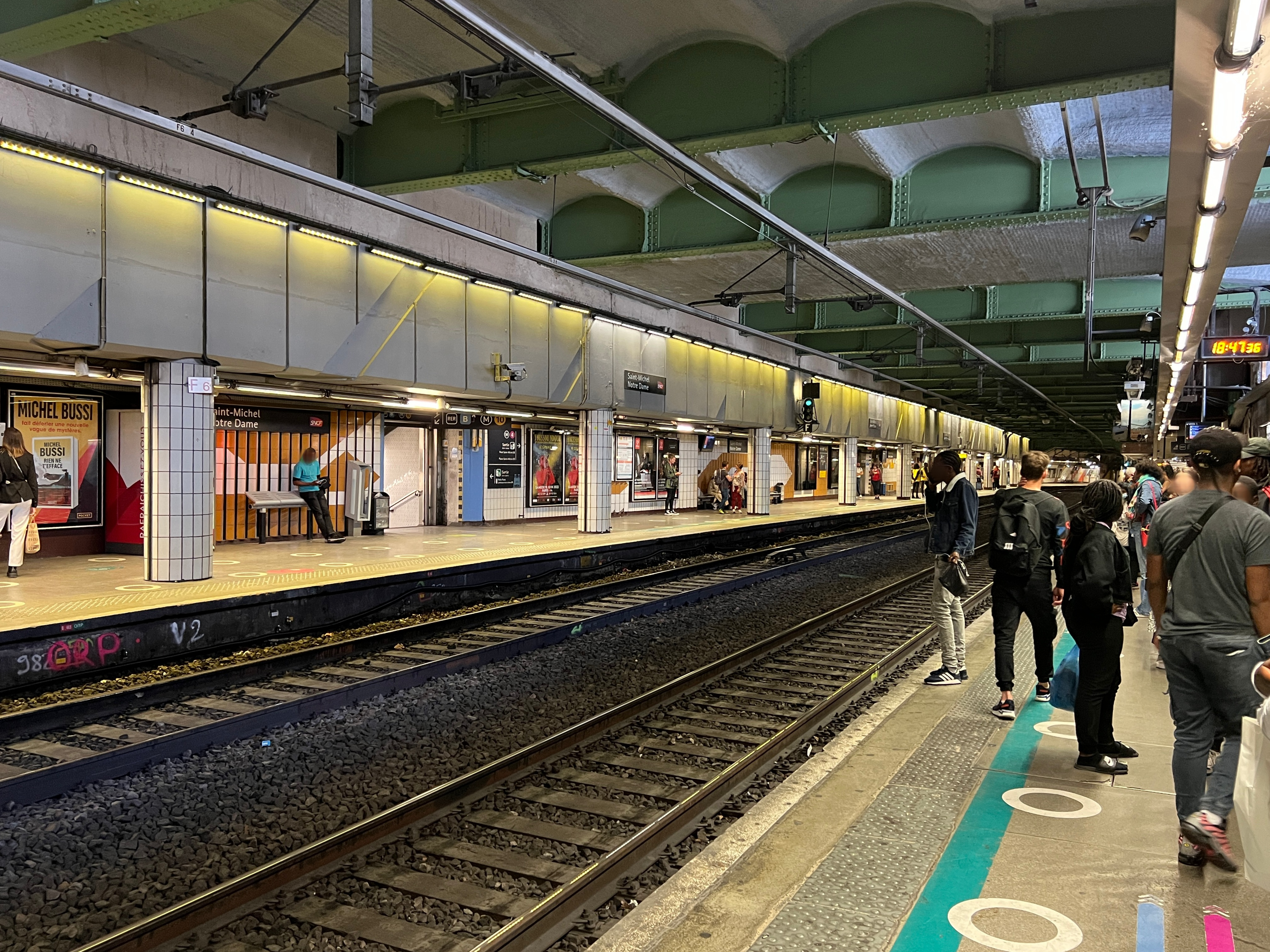
Perronger för RER linje C
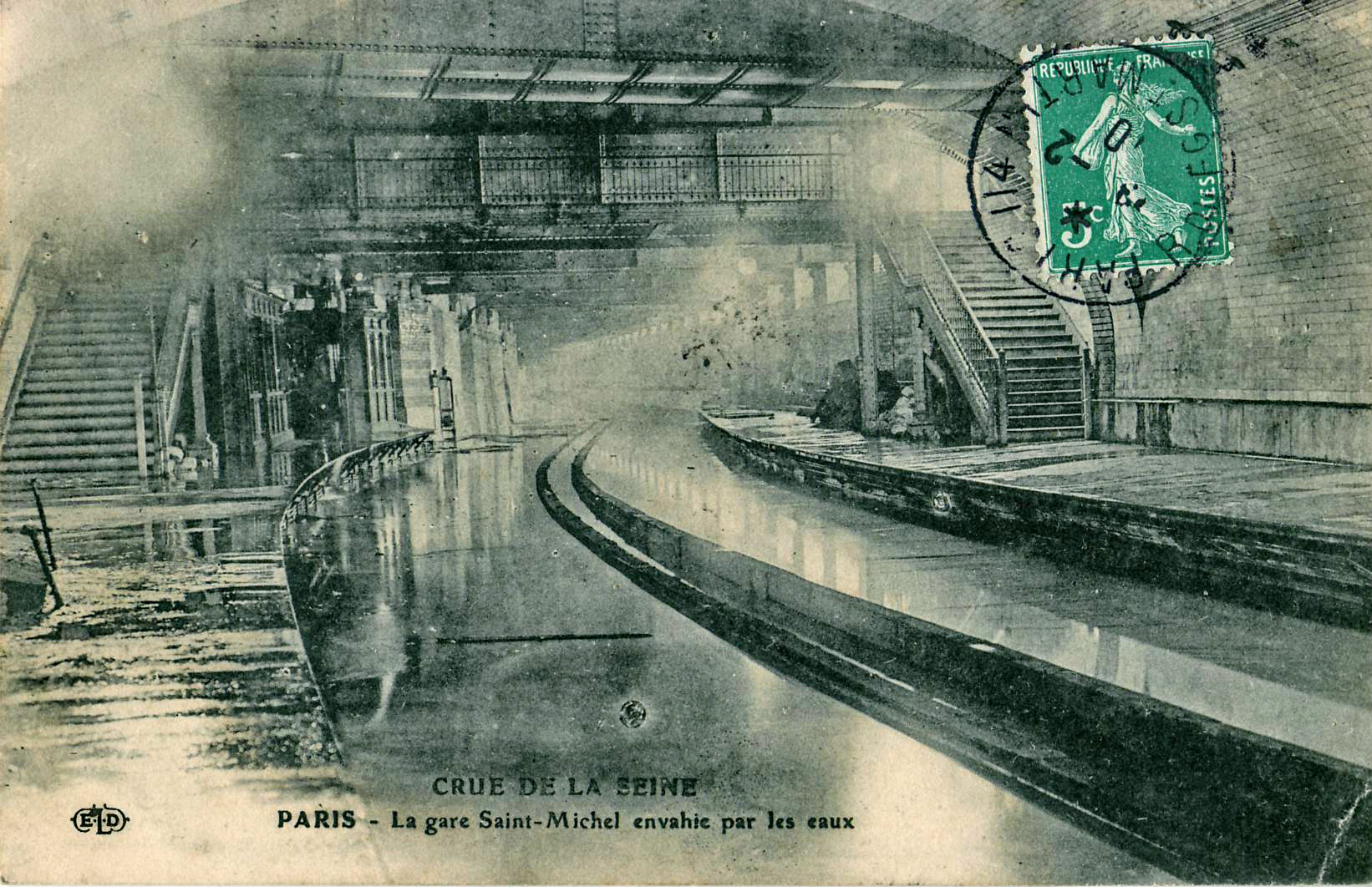
Originalstation Pont Saint-Michel från 1910.

## Metrostation Saint-Michel
I anslutning till stationen finns Paris tunnelbana linje 4 med stationen Saint-Michel (1910) med bl.a. en utgång vid kända Fontaine Saint-Michel samt en gång till linje 10 med stationen Cluny – La Sorbonne (1930).

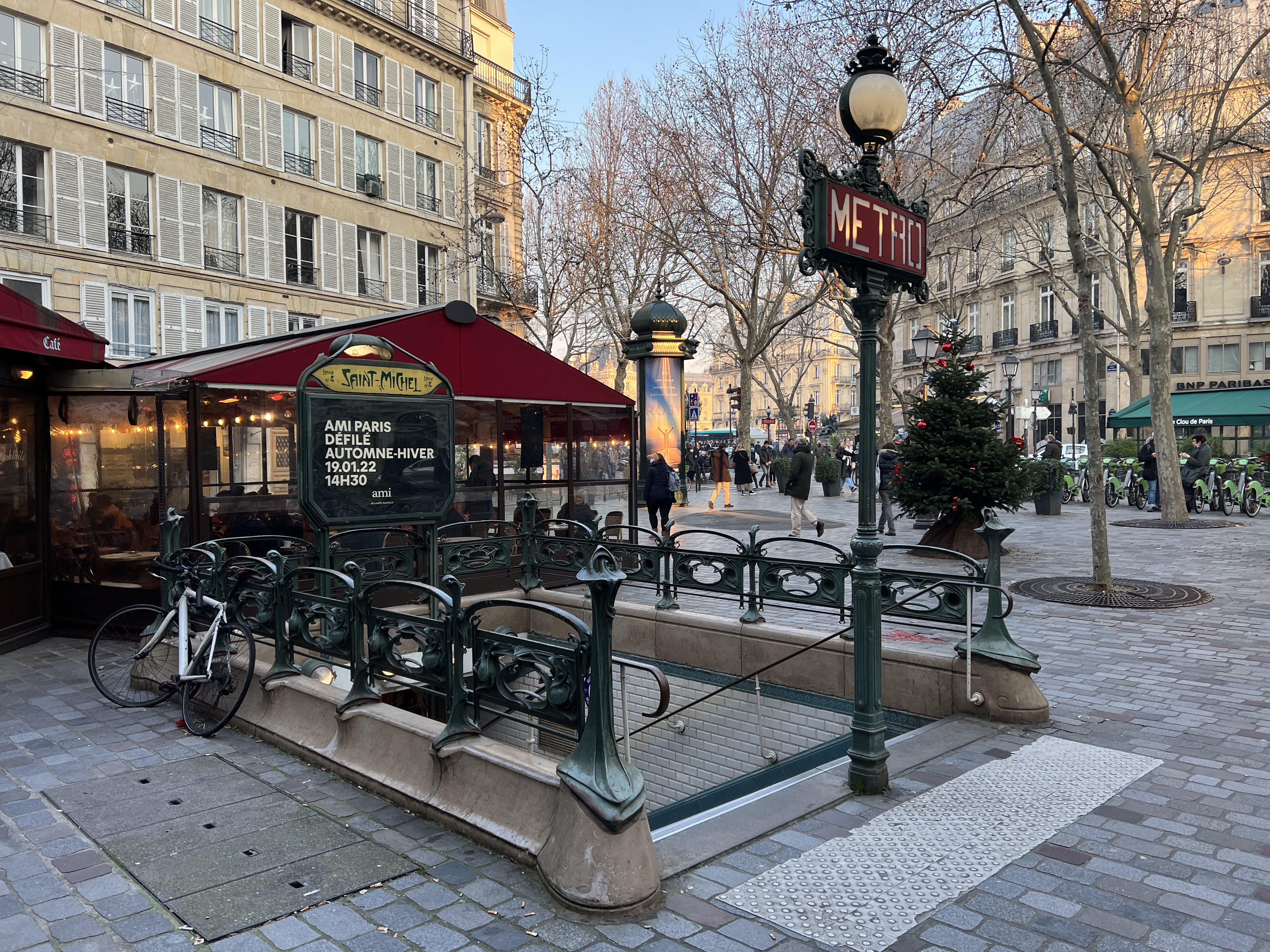
Entré Saint-Michel
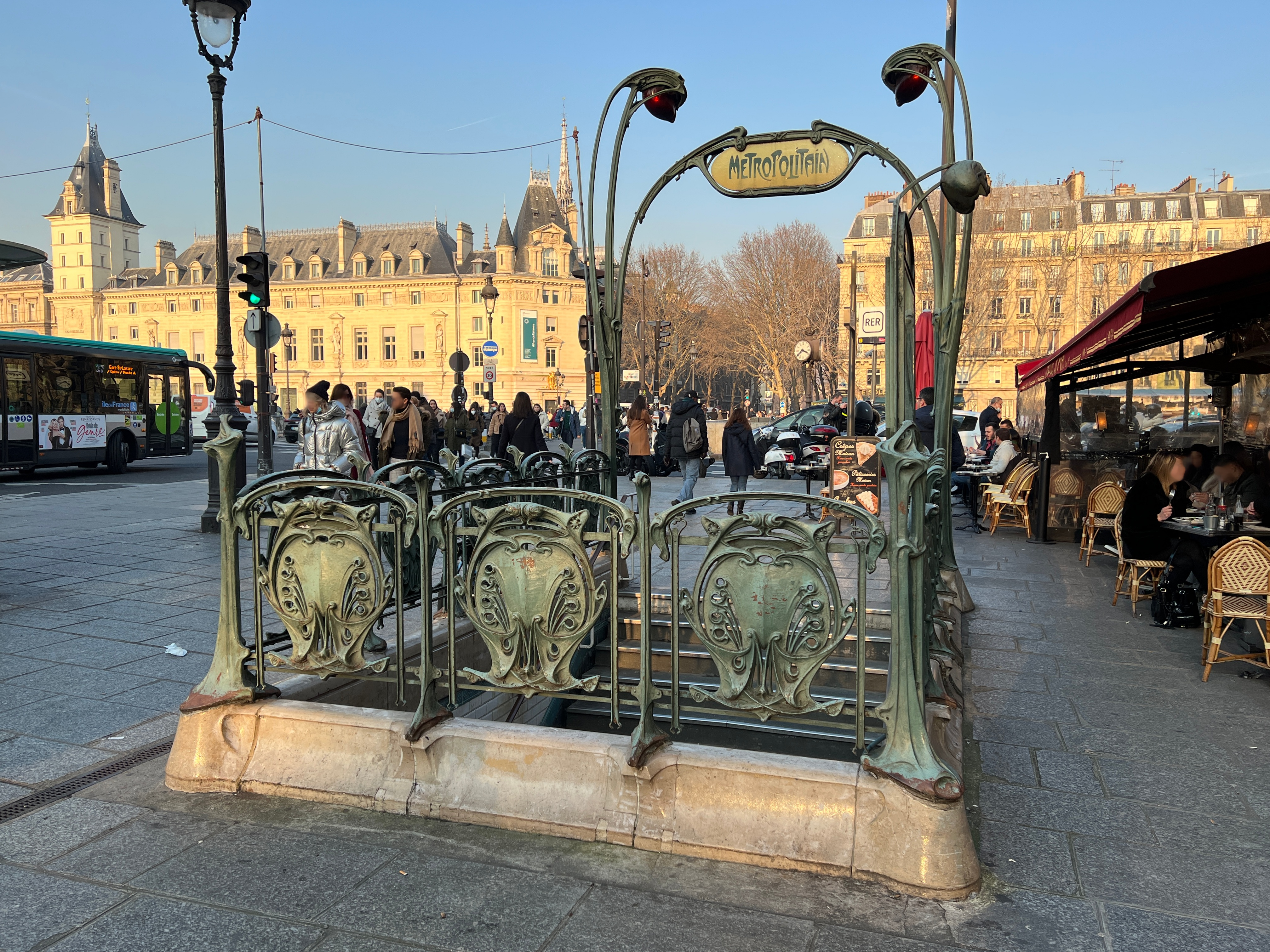
Metroentré Place Saint-Michel
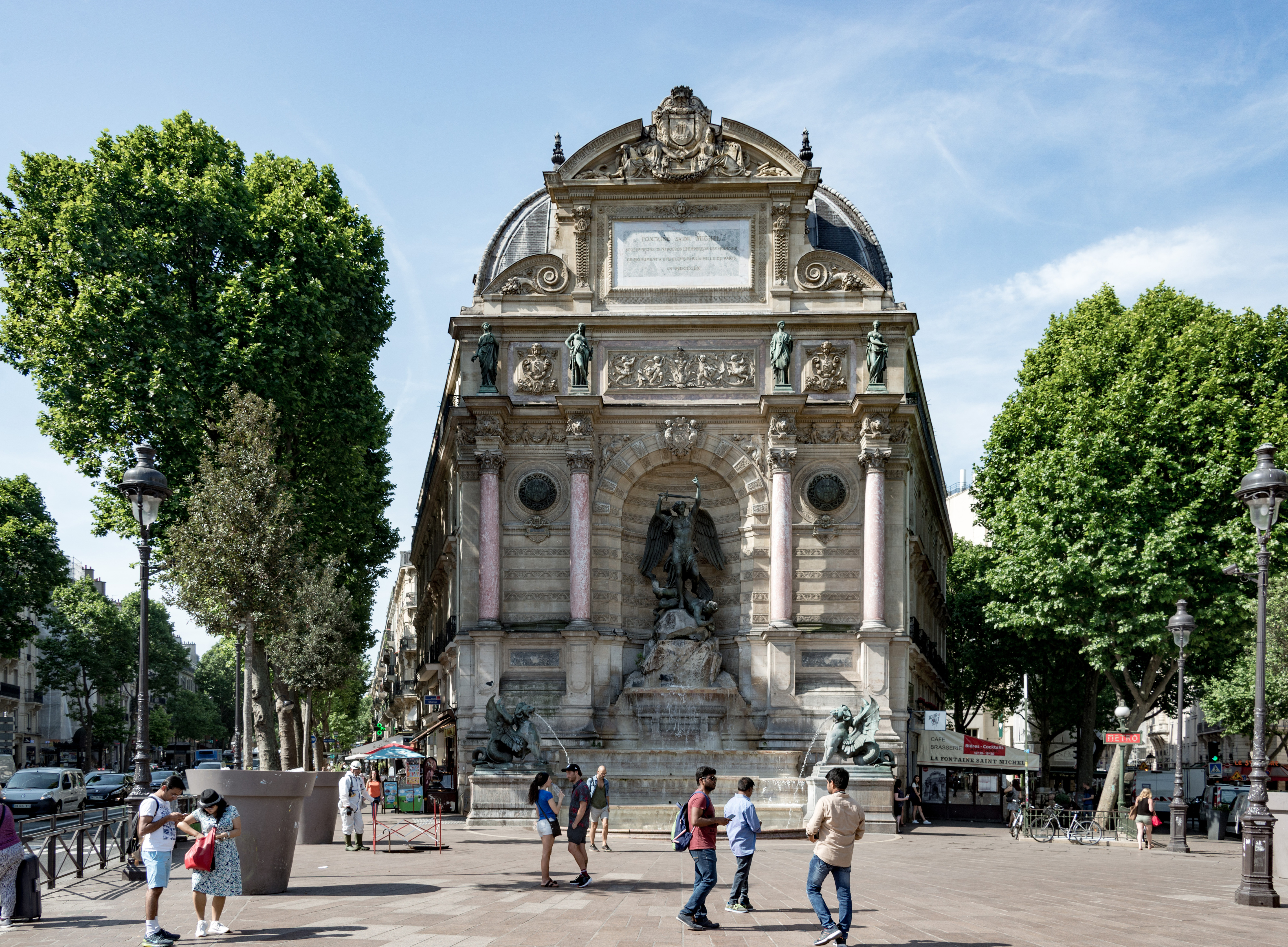
Metroentrén vid Fontaine Saint-Michel
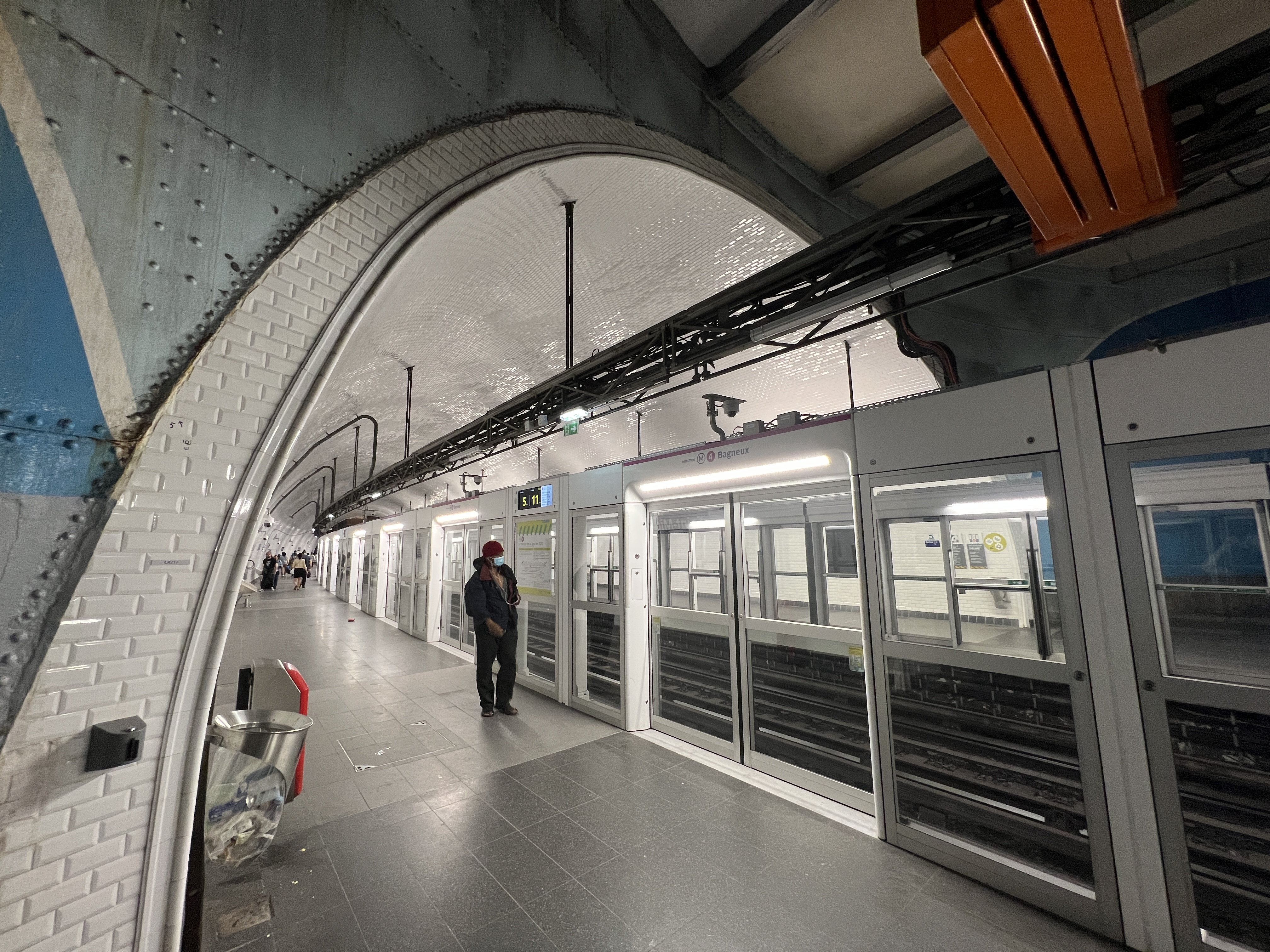
Saint-Michel metro